# Mury Sany

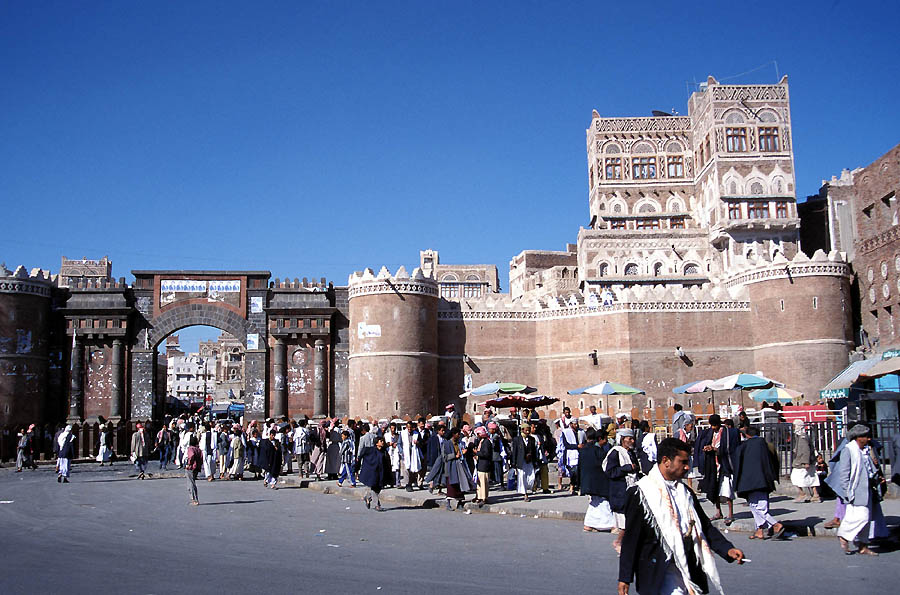
Starożytne budowle w centrum Sana i tzw. Brama Jemenu

Mury Sany (wł. Le mura di Sana) – włoski dokumentalny film krótkometrażowy z 1971 roku w reżyserii Piera Paola Pasoliniego. Narratorem filmu jest sam reżyser. Zdjęcia kręcono w Sanie, dzisiejszej stolicy Jemenu, na czarno-białej taśmie filmowej 35 mm.
Dokument ten powstał podczas kręcenia zdjęć do filmu Kwiat tysiąca i jednej nocy (1974). Ukazuje niszczejące ruiny starożytnego miasta wówczas stolicy Jemeńskiej Republiki Arabskiej i jest apelem rozpaczliwie nawołującym do ocalenia architektonicznych skarbów kultury. Adresatem tego apelu jest UNESCO.
Projekt pochodzi z późniejszego okresu twórczości Pasoliniego. Krytycy wiążą go z coraz wyraźniejszym pesymizmem reżysera, który ujawniał się szczególnie w tekstach publicystycznych i przede wszystkim w filmie Salò, czyli 120 dni Sodomy.

## Zamiary twórcy
Główny powód, dla którego powstały „Mury Sany”, jest taki sam jak w przypadku „Trylogii życia”; chodziło nam o utrwalenie na taśmie pewnych form istnienia. I nie chodzi tu nawet o poszczególne dzieła architektury, ale raczej o miasto jako całość, o dzielnice zamieszkane przez najuboższych, bo są najstarsze, jeszcze nie zmodernizowane. Podczas pracy nad „Kwiatem tysiąca i jednej nocy” gorzko rozczarowały mnie wszystkie cztery kraje, w których byliśmy: w Jemenie Północnym i Południowym, w Persji i Nepalu. Zniszczono wszystko, co przypominało przeszłość. W Nepalu i Jemenie wyczuwa się miejski snobizm, który przywodzi na myśl miasta Zachodu. Sami tubylcy nie chcą już żyć w ubóstwie. To oczywiście zrozumiałe, ale nie musi wcale oznaczać, że zrównuje się z ziemią całe miasta… Na pewno istnieje rozwiązanie pośrednie. Jeszcze do nich nie dotarło, że przepiękne budynki, które teraz burzą, żeby zrobić miejsce nowoczesności, za dziesięć lat mogą się okazać dla kraju źródłem dochodów, kiedy zacznie się rozwijać przemysł turystyczny. (…)
W dzisiejszych czasach nie ma kultury Wschodu i Zachodu, granice zatarły się już dawno temu. Teraz mamy jedną, wspólną, wszechogarniającą kulturę. Wiekowe mury miejskie miasta Sana są dla nas, Europejczyków, równie ważne, jak Wenecja i jej kanały.
− Pier Paolo Pasolini